# ドライキャスク

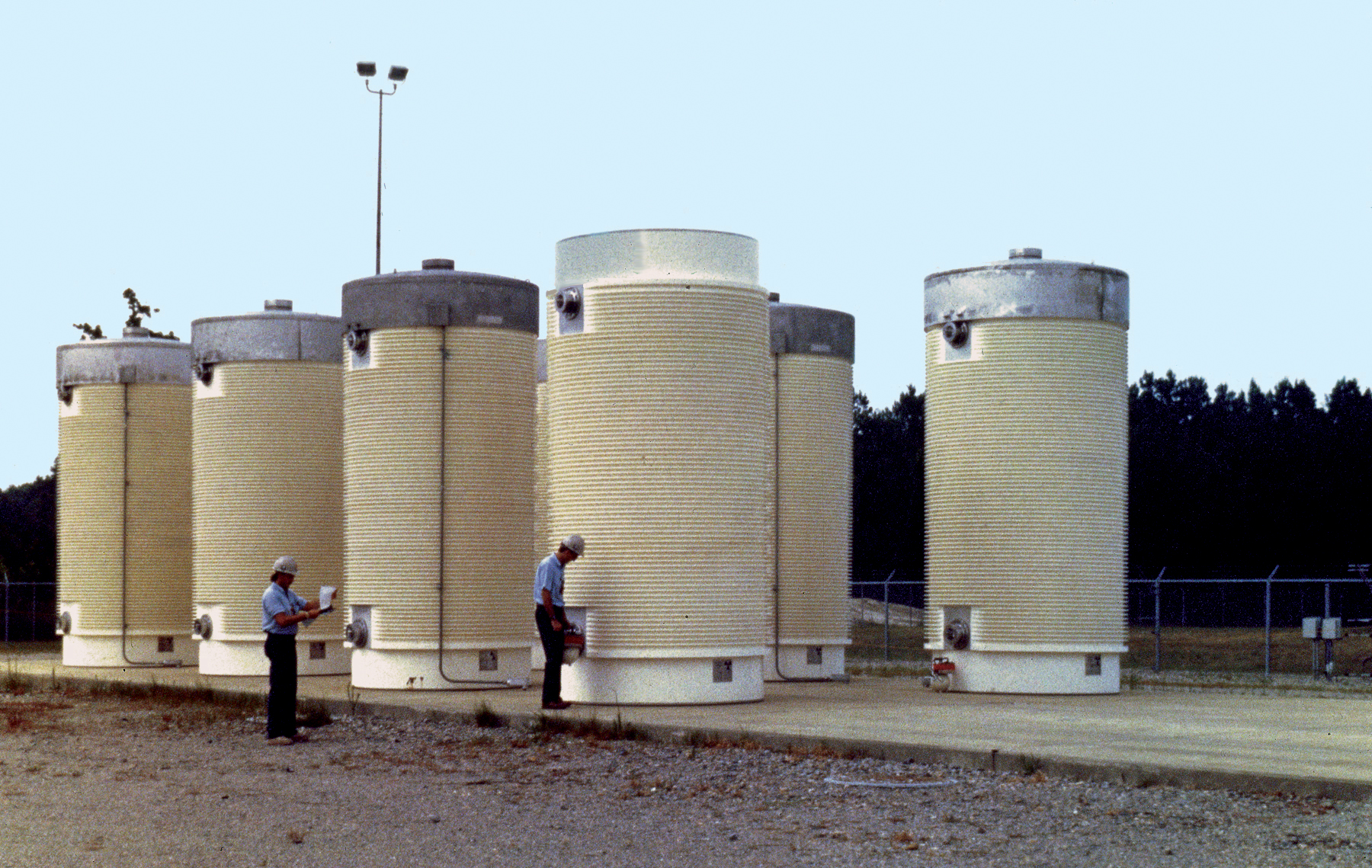
ドライキャスクの保管例。

ドライキャスク(dry cask、乾式キャスク、乾式容器、乾式貯蔵キャスクとも)は使用済み核燃料のような高レベル放射性廃棄物を保管する方法である。

## 概説
最低1年間の使用済み核燃料冷却プールでの冷却で、ドライキャスクに貯蔵できる。
これらのキャスクは典型的に鋼鉄の円柱でできており、溶接またはボルトのどちらか一方の方法にて密封される。使用済み核燃料は内部にて不活性気体(主にヘリウム)で覆われる。理想的には、鋼鉄の円柱は使用済み核燃料が決して漏れ出さないように封じ込めている。各々の円柱は更に新たな鋼鉄・コンクリート・その他の物質で囲まれ、労働者や部外者を放射線から守っている。
いくつかのキャスクは貯蔵・輸送がともにできるように設計されている。Holtec Intl, NAC Intl. および Areva Nuohmsの3社は独立した使用済み核燃料貯蔵庫の設置 (Independent Spent Fuel Storage Installations、ISFSI's) を行なっており、 それらの輸送、および保管所への垂直または水平での遮蔽された使用済み核燃料の設置を行なっている。これらのシステムは多くの場所で有効に活用されている。
ドライキャスクシステムの設計は多岐にわたる。これらのうち幾つかの使用済み核燃料入りドライキャスクは、コンクリートの保管庫に垂直に設置されるように設計されている。他のものは、水平に設置するように設計されている。
コンクリート貯蔵庫は放射線遮蔽能力を持っている。その他の鋼鉄製キャスクは、金属・コンクリートのいずれの貯蔵庫であっても保管できるように設計されており、キャスクの外のコンクリートが放射線を遮蔽する。
現時点ではドライキャスクによる使用済み核燃料の永久貯蔵は不可能であり、あくまで一時的な保管用である。使用済み核燃料をプールに貯蔵するよりは、冷却水の電源喪失でメルトダウンを起こさないため、優れた貯蔵方法というわけである。
コンテナはCASTORコンテナと呼ばれるが、これは、"cask for storage and transport of radioactive material"(放射性物質の貯蔵と輸送のためのキャスク)の頭文字である。
CASTORは、ゲゼルフシャフト原子力サービス社の商標名である。